# Sutton Hoo
Sutton Hoo es el emplazamiento de dos cementerios altomedievales que datan de los siglos VI y VII, cerca de Woodbridge, en Suffolk (Inglaterra). Los arqueólogos llevan excavando la zona desde 1938. En uno de los cementerios había un barco funerario intacto con una gran cantidad de objetos anglosajones. La mayoría de estos objetos se encuentran ahora en el Museo Británico. Los estudiosos creen que Redvaldo de Estanglia es la persona con más probabilidad de haber sido enterrada en el barco. El yacimiento es importante para establecer la historia del reino de Estanglia, así como para iluminar el primer periodo anglosajón, que carecía de documentación histórica.
El yacimiento fue excavado por primera vez por Basil Brown bajo los auspicios de la terrateniente Edith Pretty, pero cuando se hizo evidente su importancia, los expertos nacionales tomaron el relevo. Durante las décadas de 1960 y 1980, los arqueólogos exploraron la zona más ampliamente y se descubrieron muchos otros enterramientos individuales. Los artefactos conforman lo que se considera el mayor tesoro jamás descubierto en el Reino Unido. Entre los que se encontraron en la cámara funeraria figuran un conjunto de ajuares de metal en oro y gemas, un yelmo ceremonial, un escudo y una espada, una lira y una placa de plata del Imperio bizantino.
El barco funerario ha suscitado comparaciones con el mundo del poema en inglés antiguo Beowulf. El poema está ambientado en parte en Götaland, en el sur de Suecia, que presenta paralelismos arqueológicos con algunos de los hallazgos de Sutton Hoo.
Los cementerios están situados cerca del estuario del río Deben y de otros yacimientos arqueológicos. Aparecen como un grupo de aproximadamente 20 montículos de tierra que se elevan ligeramente por encima del horizonte del espolón cuando se ven desde la orilla opuesta. El cementerio más reciente está situado en un segundo espolón a unos 500 metros aguas arriba del primero. Se descubrió y exploró parcialmente en el año 2000 durante los trabajos preliminares para la construcción de una sala de exposiciones para turistas. En este lugar también hay enterramientos, pero las cimas de sus túmulos han sido destruidas por la actividad agrícola posterior.
El centro de visitantes cercano contiene artefactos originales, réplicas de hallazgos y una reconstrucción de la cámara funeraria del barco. El yacimiento está a cargo de la National Trust.

## Toponimia

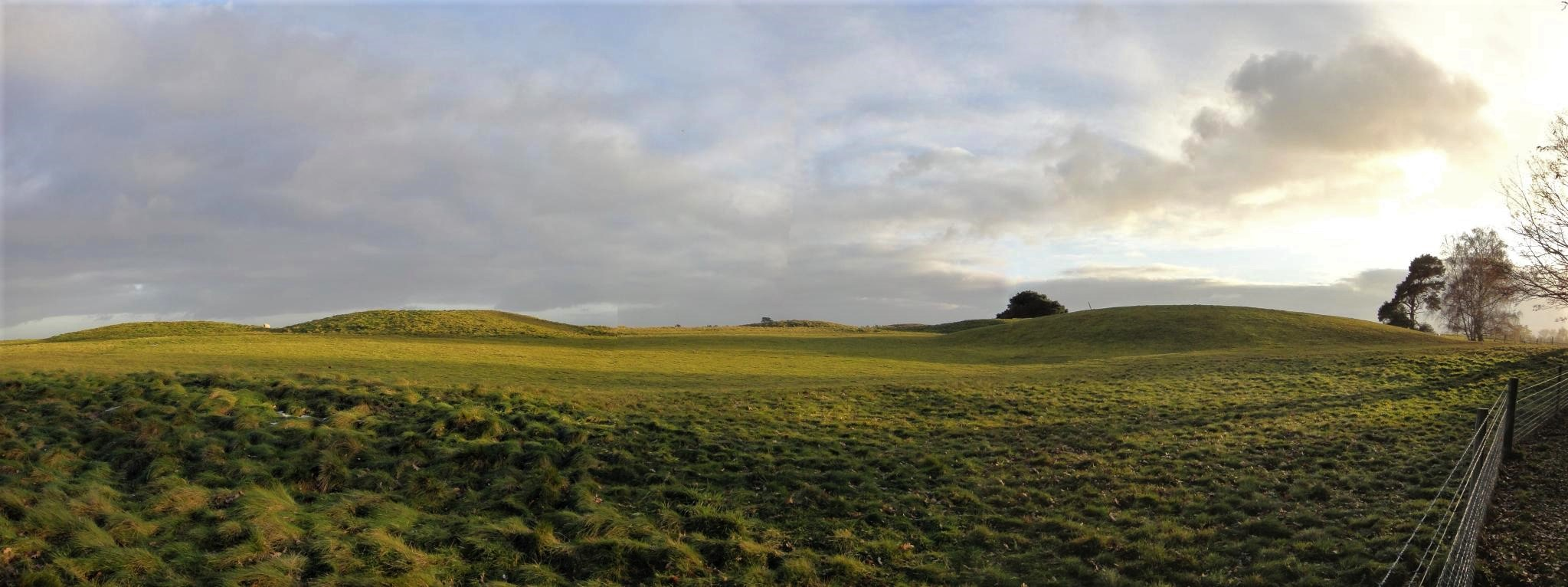
Sitio de Sutton Hoo

Sutton Hoo deriva su nombre del inglés antiguo. Sut combinado con tun significa «granja del sur» o «asentamiento» y hoh se refiere a una colina «con forma de espolón». La misma terminación sobrevive en otros topónimos, especialmente en Plymouth Hoe y Fingringhoe.

## Ubicación

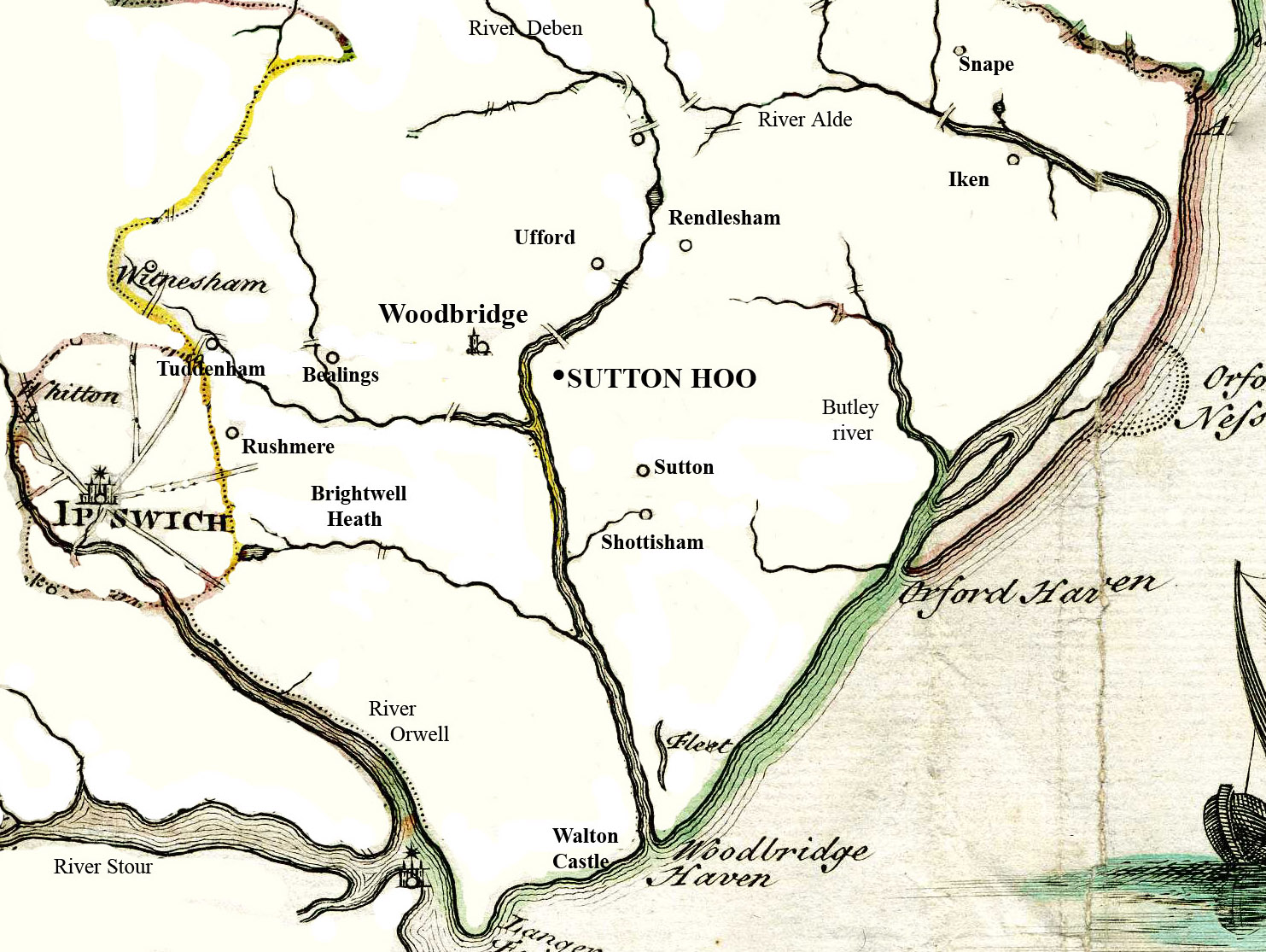
Mapa de la región de Wicklaw

Sutton Hoo, que se encuentra a lo largo de la orilla del estuario del río Deben, da nombre al pequeño pueblo de Sutton, en Suffolk, y a su parroquia. En la orilla opuesta se encuentra la pequeña ciudad portuaria de Woodbridge, que se encuentra a unos 11 km del Mar del Norte y justo por debajo del lugar de vadeo más bajo y conveniente. Constituyó una vía de entrada a Anglia Oriental durante el periodo que siguió al final del dominio imperial romano en el siglo V.
Al sur de Woodbridge hay cementerios del siglo VI en Rushmere, Little Bealings y Tuddenham St Martin, y alrededor de Brightwell Heath, un sitio de túmulos que datan de la Edad del Bronce. Hay cementerios de fecha similar en Rendlesham y Ufford. El barco funerario de Snape es el único en Inglaterra que puede compararse con el ejemplo de Sutton Hoo.
El territorio entre el Orwell y las cuencas de los ríos Alde y Deben pudo haber sido un temprano centro de poder real, originalmente centrado en Rendlesham o Sutton Hoo, y un componente primario en la formación del reino de Estanglia. A principios del siglo VII, Gipeswic (la actual Ipswich) empezó a crecer como centro de comercio exterior, el monasterio de Botulfo en Iken fue fundado por concesión real en 654, y Beda identificó Rendlesham como el lugar de la vivienda real de Æthelwold.

## Asentamiento inicial

### Neolítico y Edad del Bronce
Hay pruebas de que Sutton Hoo estuvo ocupado durante el Neolítico, hacia el año 3000 a. C., cuando los agricultores desbrozaron los bosques de la zona. Estos cavaron pequeñas fosas que contenían vasijas de barro templadas con pedernal. Varios pozos se encontraban cerca de huecos donde se habían arrancado grandes árboles: los agricultores neolíticos pudieron haber asociado los huecos con las vasijas.
Durante la Edad del Bronce, cuando las comunidades agrícolas de Gran Bretaña estaban adoptando la nueva tecnología de la metalurgia, se construyeron en Sutton Hoo casas circulares con marcos de madera, paredes de bahareque y techos de paja. El mejor ejemplo que se conserva contenía un anillo de postes verticales de hasta 30 centímetros de diámetro, con un par que sugería una entrada al sureste. En el hogar central se había dejado caer una cuenta de fayenza. Los agricultores que habitaban esta casa utilizaban cerámica decorada al estilo del vaso campaniforme, cultivaban cebada, avena y trigo, y recogían avellanas. Excavaban zanjas que marcaban los pastizales circundantes en secciones, indicando la propiedad de la tierra. El suelo arenoso y ácido acabó lixiviándose y volviéndose infértil, y es probable que por esta razón el asentamiento acabara siendo abandonado, para ser sustituido en la Edad del Bronce Medio (1500-1000 a. C.) por ganado ovino o bovino, que se cercaba con postes de madera.

### Edad del Hierro y periodo romano-britano
Durante la Edad del Hierro, el hierro sustituyó al cobre y al bronce como forma dominante de metal utilizado en las islas británicas. En la Edad del Hierro Media (alrededor del año 500 a. C.), los habitantes de la zona de Sutton Hoo comenzaron a cultivar de nuevo, dividiendo la tierra en pequeños recintos que ahora se conocen como campos célticos. El uso de franjas estrechas implica el cultivo de la uva, mientras que en otros lugares, las pequeñas parcelas de tierra oscura indican que pueden haberse cultivado coles. Este cultivo continuó en el periodo romano-britano, desde el año 43 hasta aproximadamente el 410. La vida de los britanos no se vio afectada por la llegada de los romanos. Se han encontrado varios artefactos de la época, incluidos algunos fragmentos de cerámica y una fíbula abandonada. Cuando el Imperio animó a los pueblos de Europa Occidental a maximizar el uso de la tierra para los cultivos, la zona de Sutton Hoo sufrió la degradación y la pérdida de suelo. Con el tiempo, se abandonó y se convirtió en una zona de maleza.

## Cementerio anglosajón

### Contexto
Tras la retirada de los romanos del sur de Gran Bretaña después del año 410, tribus germánicas como los anglos y los sajones comenzaron a asentarse en la parte sureste de la isla. Muchos estudiosos consideran que Estanglia es una región en la que este asentamiento fue especialmente temprano y denso; el nombre de la zona deriva del de los anglos. Con el tiempo, los restos de la población británica preexistente adoptaron la cultura de los recién llegados.
Durante este periodo, el sur de Gran Bretaña se dividió en una serie de pequeños reinos independientes. Se han encontrado varios cementerios paganos del reino de los anglos orientales, sobre todo en Spong Hill y Snape, donde se halló un gran número de cremaciones e inhumaciones. Muchas de las tumbas estaban acompañadas de ajuares funerarios, que incluían peines, pinzas y broches, así como armas. En las tumbas se habían incluido animales sacrificados.
En la época en la que se utilizaba el cementerio de Sutton Hoo, el río Deben formaba parte de una intensa red de comercio y transporte. A lo largo del río crecieron varios asentamientos, la mayoría de los cuales serían pequeñas granjas, aunque parece probable que también existiera un centro administrativo más grande, donde la aristocracia local tenía su corte. Los arqueólogos han especulado con la posibilidad de que dicho centro existiera en Rendlesham, Melton, Bromeswell o en Sutton Hoo. Se ha sugerido que los túmulos funerarios utilizados por las familias más ricas fueron posteriormente apropiados como emplazamiento de las primeras iglesias. En estos casos, los túmulos habrían sido destruidos antes de que se construyeran las iglesias.
El cementerio de Sutton Hoo contenía una veintena de túmulos; estaba reservado a personas que eran enterradas individualmente con objetos que indicaban que tenían una riqueza o un prestigio excepcionales. Se utilizó de este modo desde el año 575 hasta el 625 aproximadamente y contrasta con el cementerio de Snape, donde el barco funerario y las tumbas se sumaron a un cementerio de vasijas enterradas que contenían cenizas de incineración.

### Cremaciones e inhumaciones, túmulos 17 y 14

El reino de Estanglia durante el periodo anglosajón temprano, con Sutton Hoo en la zona sureste cerca de la costa

Martin Carver cree que los enterramientos de cremación en Sutton Hoo fueron «de los más antiguos» del cementerio. En 1938 se excavaron dos. Bajo el túmulo 3 se hallaron las cenizas de un hombre y un caballo colocadas en una artesa de madera o féretro, un hacha arrojadiza franca con cabeza de hierro y objetos importados del Mediterráneo oriental, como la tapa de una jarra de bronce, parte de una placa tallada en miniatura que representaba una Victoria alada y fragmentos de hueso decorado de un ataúd. Bajo el túmulo 4 se hallaron los restos incinerados de un hombre y una mujer, con un caballo y quizá también un perro, así como fragmentos de piezas de hueso para juegos de azar.

Túmulo 17 (naranja), túmulo 14 (rosa), inhumaciones (verde) y tumbas de cremación (azul) en Sutton Hoo

En los túmulos 5, 6 y 7, Carver encontró cremaciones depositadas en cuencos de bronce. En el túmulo 5 se encontraron piezas de juego, pequeñas tijeras de hierro, una copa y una caja de marfil. El túmulo 7 también contenía piezas de juego, así como un cubo de hierro, un accesorio de cinturón de espada y un recipiente para beber, junto con restos de caballo, ganado, ciervo, oveja y cerdo que habían sido quemados con el difunto en una pira. El túmulo 6 contenía animales incinerados, piezas de juego, un accesorio de cinturón de espada y un peine. La tumba del túmulo 18 estaba muy dañada, pero era de un tipo similar. Durante la exploración de la década de 1960 se encontraron dos incineraciones que sirvieron para definir la extensión del túmulo 5, junto con dos inhumaciones y una fosa con un cráneo y fragmentos de lámina decorativa. En las zonas llanas entre los túmulos, Carver encontró tres inhumaciones. Un pequeño túmulo contenía los restos de un niño, junto con su hebilla y una lanza en miniatura. La tumba de un hombre incluía dos hebillas de cinturón y un cuchillo, y la de una mujer contenía una bolsa de cuero, un alfiler y una chatelaine.

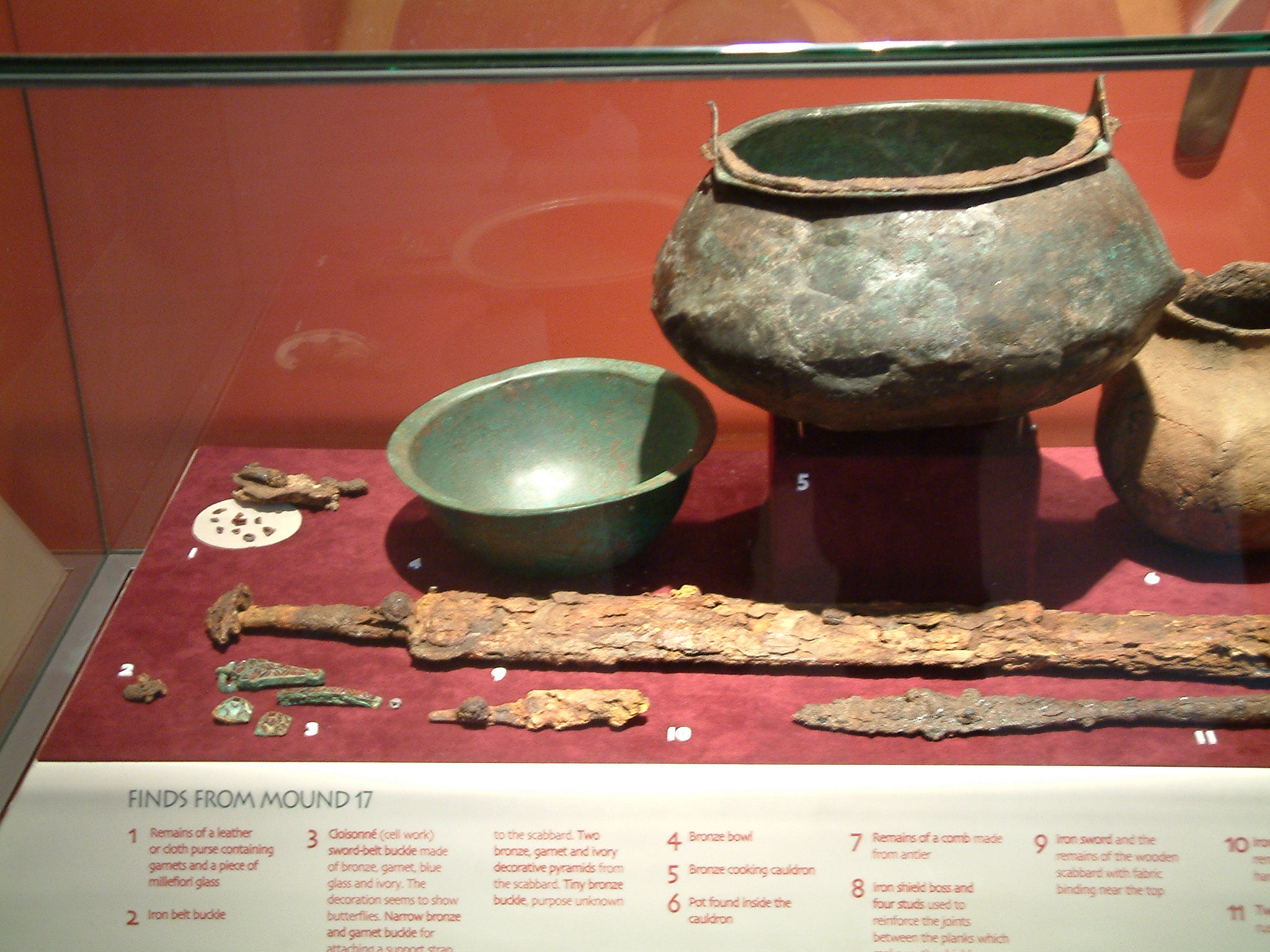
Hallazgos del túmulo 17

El más impresionante de los enterramientos sin cámara es el de un joven que fue enterrado con su caballo, en el túmulo 17. El caballo habría sido sacrificado para el entierro, en un ritual lo suficientemente estandarizado como para indicar una falta de apego sentimental hacia él. Bajo el túmulo existían dos fosas sin alterar, una al lado de la otra. El féretro de roble del hombre contenía su espada a la derecha y su cinturón de espada, envuelto alrededor de la hoja, que tenía una hebilla de bronce con celosía de granate, dos monturas de correa piramidales y una hebilla de vaina. Junto a la cabeza del hombre había un yesquero y una bolsa de cuero que contenía granates en bruto y un trozo de vidrio millefiori. Alrededor del ataúd había dos lanzas, un escudo, un pequeño caldero y un cuenco de bronce, una olla, un cubo de hierro y algunas costillas de animales. En la esquina noroeste de su tumba había una brida, montada con placas circulares de bronce dorado con ornamentación entrelazada. Estos objetos están expuestos en Sutton Hoo.
Se conocen tumbas de inhumación de este tipo tanto en Inglaterra como en la Europa continental germánica, y la mayoría datan del siglo VI o principios del VII. Hacia 1820 se excavó un ejemplo en Witnesham. Hay otros ejemplos en Lakenheath, al oeste de Suffolk, y en el cementerio de Snape. Se han deducido otros ejemplos a partir de los registros del descubrimiento de accesorios para caballos en Eye y Mildenhall.
Aunque la tumba bajo el túmulo 14 había sido destruida casi por completo, al parecer durante una fuerte tormenta, contenía bienes de excepcional calidad pertenecientes a una mujer. Entre ellos se encontraban una chatelaine, una tapa de bolso con forma de riñón, un cuenco, varias hebillas, un cierre de vestido y las bisagras de un ataúd, todo ello de plata, así como un fragmento de tela bordada.

### Túmulo 2

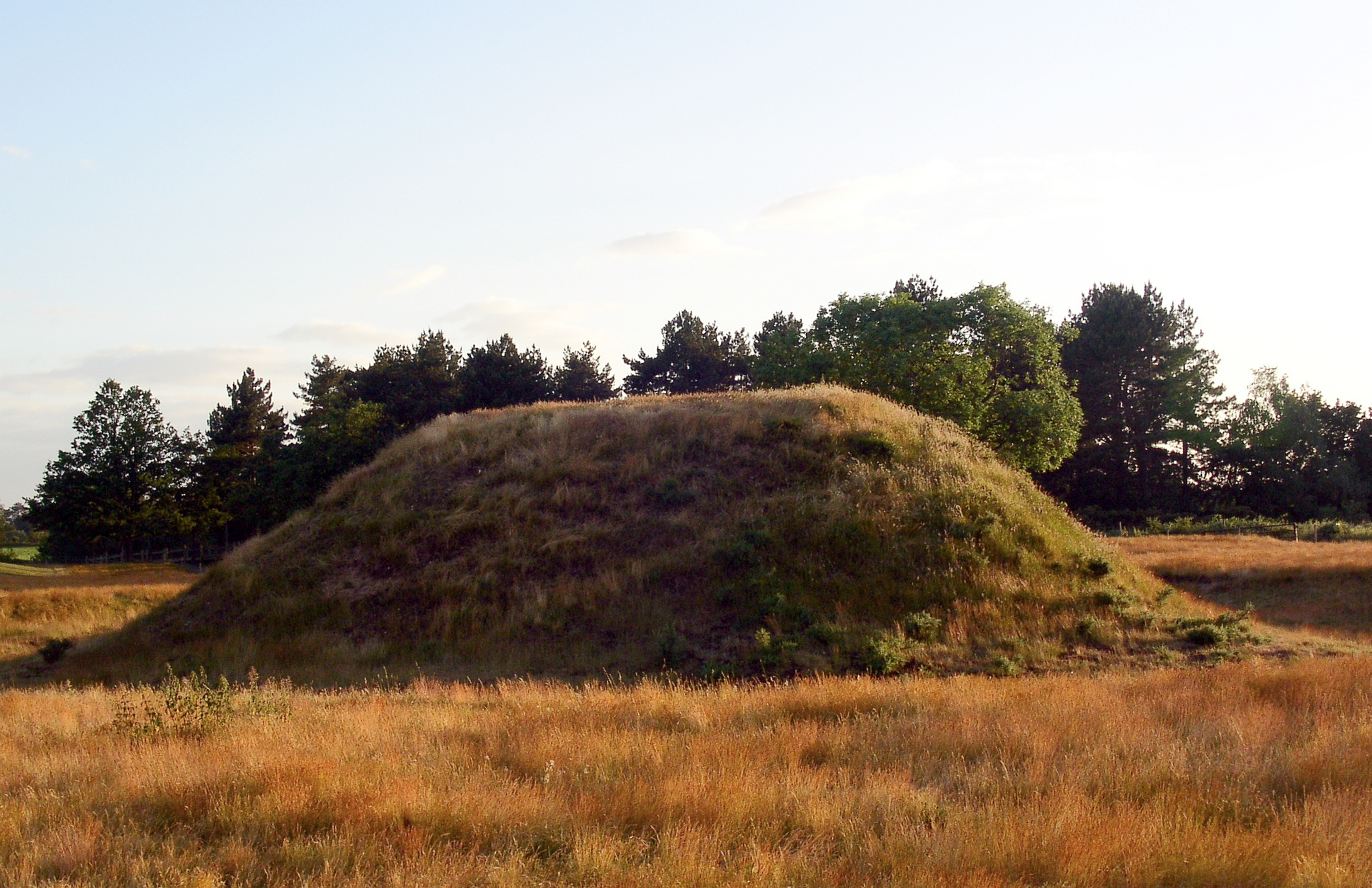
El túmulo 2 es el único túmulo de Sutton Hoo que ha sido reconstruido a su altura original estimada

Esta tumba, dañada por los saqueadores, fue probablemente el origen de los numerosos remaches de hierro para barcos encontrados en Sutton Hoo en 1860. En 1938, cuando se excavó el túmulo, se encontraron remaches de hierro que permitieron interpretar la tumba como un pequeño barco. La reinvestigación de Carver reveló que había una cámara rectangular revestida de tablas, de 5 metros de largo por 2 metros de ancho, hundida bajo la superficie del terreno, con el cuerpo y el ajuar funerario depositados en ella. Sobre la cámara se había colocado una pequeña embarcación en alineación este-oeste antes de levantar un gran montículo de tierra.
El análisis químico del suelo de la cámara ha sugerido la presencia de un cuerpo en la esquina suroeste. Entre los objetos encontrados había fragmentos de un vaso de vidrio con decoración de trazos, similar al hallazgo de la tumba de Prittlewell, en Essex. Había dos discos de bronce dorado con adornos de animales entrelazados, un broche de bronce, una hebilla de plata y un tachón dorado de una hebilla. Cuatro objetos tenían un parentesco especial con los hallazgos del túmulo 1: la punta de la hoja de una espada mostraba una elaborada soldadura; monturas de cuerno para beber de plata dorada (acuñadas con los mismos troqueles que las del túmulo 1); y la similitud de dos fragmentos de monturas o placas en forma de dragón. Aunque los rituales no eran idénticos, la asociación del contenido de la tumba muestra una conexión entre los dos enterramientos.

### Enterramientos de ejecutados

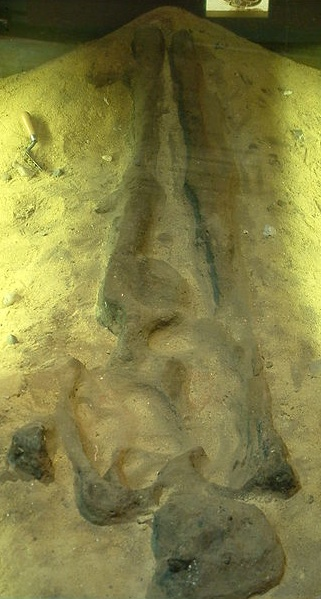
«Cuerpo de arena» conservado para su exhibición en el museo

El cementerio contenía restos de personas que murieron violentamente, en algunos casos por ahorcamiento y decapitación. A menudo los huesos no han sobrevivido, pero la carne había marcado el suelo arenoso: la tierra se fue laminando a medida que se avanzaba en la excavación, de modo que quedaron al descubierto las escuálidas figuras de los muertos. Se tomaron moldes de varios de ellos.
Carver dirigió la identificación y discusión de estos enterramientos. Se excavaron dos grupos principales, uno dispuesto alrededor del túmulo 5 y otro situado más allá de los límites del cementerio, en el campo del este. Se cree que en el túmulo 5 hubo una horca, en una posición prominente cerca de un importante punto de cruce del río, y que las tumbas contenían los cuerpos de criminales, posiblemente ejecutados a partir de los siglos VIII y IX.

### El nuevo campo de tumbas
En el año 2000, un equipo del Suffolk County Council excavó el emplazamiento previsto para el nuevo centro de visitantes de la National Trust, al norte de Tranmer House, en un punto en el que la cresta del valle de Deben vira hacia el oeste para formar un promontorio. Cuando se retiró la capa superior del suelo, se descubrieron enterramientos anglosajones tempranos en una esquina, algunos de ellos con objetos de gran valor. La zona había llamado la atención por primera vez con el descubrimiento de parte de una vasija de bronce del siglo VI, de origen mediterráneo oriental, que probablemente había formado parte de un enterramiento. La superficie exterior del llamado cubo de Bromewell estaba decorada con un friso de estilo sirio o nubio, que representaba a guerreros desnudos en combate con leones saltando, y tenía una inscripción en griego que se traducía como «Use esto con buena salud, señor conde, durante muchos años felices».
En una zona cercana a una antigua rosaleda se identificó un grupo de túmulos de tamaño moderado. Hacía tiempo que se habían nivelado, pero su posición se muestra mediante zanjas circulares que encierran cada una un pequeño depósito que indica la presencia de un único enterramiento, probablemente de incineramiento. Uno de los enterramientos se encontraba en una fosa ovalada irregular que contenía dos recipientes, una urna de barro negro estampada de finales del siglo VI y un gran cuenco colgante de bronce bien conservado, con embellecedores de gancho calados y un soporte circular en el centro. En otro enterramiento, un hombre había sido depositado junto a su lanza y cubierto con un escudo de tamaño normal. El escudo llevaba un tachón ornamentado y dos finas monturas de metal, ornamentadas con un ave depredadora y una criatura parecida a un dragón.

### Túmulo 1

Túmulo 1 (en rojo) dentro del cementerio (los posibles túmulos están coloreados en gris)

El barco funerario descubierto bajo el túmulo 1 en 1939 contenía uno de los hallazgos arqueológicos más magníficos de Inglaterra por su tamaño y exhaustividad, sus conexiones de gran alcance, la calidad y belleza de su contenido, y por el profundo interés que generó.

#### El enterramiento
Aunque no se conservó prácticamente nada de la madera original, la forma del barco estaba perfectamente conservada. Las manchas de la arena habían sustituido a la madera, pero habían conservado muchos detalles de la construcción. Casi todos los remaches de las planchas de hierro estaban en su lugar original. Se pudo inspeccionar el barco original, que tenía 27 metros de eslora, era puntiagudo en ambos extremos, con postes altos en proa y popa, y se ensanchaba hasta los 4,4 metros de manga en medio del barco, con una profundidad interior de 1,5 metros sobre la línea de la quilla. A partir de la quilla, el casco se construyó trincado con nueve tablones a cada lado, sujetos con remaches. Veintiséis cuadernas de madera reforzaban la forma. Las reparaciones eran visibles: había sido un barco de navegación de excelente factura, pero no tenía quilla descendente. La cubierta, los bancos y el mástil fueron retirados. En las secciones de proa y popa, a lo largo de las bordas, había apoyos para remos con la forma de la letra anglosajona «thorn», lo que indica que pudo tener puestos para cuarenta remeros. La cámara central tenía paredes de madera en los extremos y un techo, probablemente inclinado.
La pesada embarcación de roble había sido arrastrada desde el río hasta la colina y bajada a una zanja preparada, de modo que solo los postes de proa y popa se elevaban por encima de la superficie del terreno. Después de añadir el cuerpo y los artefactos, se construyó un montículo ovalado que cubría el barco y se elevaba por encima del horizonte en el lado del río del cementerio. La vista hacia el río está ahora oculta por el bosque de Top Hat, pero el túmulo habría sido un símbolo de poder visible para quienes utilizaban la vía fluvial. Esta parece haber sido la última ocasión en la que el cementerio de Sutton Hoo se utilizó para su propósito original.
Mucho después, el techo se derrumbó violentamente bajo el peso del túmulo, comprimiendo el contenido del barco en una veta de tierra.

#### El cuerpo en el barco funerario
Como no se encontró ningún cuerpo, se especuló en un primer momento con que el barco funerario era un cenotafio, pero los análisis del suelo realizados en 1967 encontraron restos de fosfato, lo que apoyó la opinión de que un cuerpo había desaparecido en el suelo ácido. Se indicó la presencia de una plataforma (o un gran ataúd) de unos 9 pies (2,7 m) de largo. En las proximidades había un cubo de madera amarrado con hierro, una lámpara de hierro con cera de abeja y una botella de fabricación continental norteña. Los objetos que rodean el cuerpo indican que yacía con la cabeza en el extremo oeste de la estructura de madera.
Los artefactos cercanos al cuerpo han sido identificados como regalia, lo que apunta a que es de un rey. La mayoría de las sugerencias para el ocupante son reyes de Estanglia debido a la proximidad de la villa real de Rendlesham. Desde 1940, cuando Hector Munro Chadwick aventuró por primera vez que el barco funerario era probablemente la tumba de Redvaldo, la opinión de los estudiosos se dividió entre Redvaldo y su hijo (o hijastro) Sigeberto. El hombre que fue enterrado bajo el túmulo 1 no puede ser identificado, pero la identificación con Redvaldo sigue teniendo una amplia aceptación entre los estudiosos. Sin embargo, de vez en cuando se sugieren otras identificaciones, como la de su hijo Eorpwald de Estanglia, que sucedió a su padre hacia el año 624. Redvaldo es el más probable de los candidatos debido a la alta calidad de los materiales importados y encargados y los recursos necesarios para reunirlos, la autoridad que el oro pretendía transmitir, la participación de la comunidad necesaria para llevar a cabo el ritual en un cementerio reservado a una élite, la proximidad de Sutton Hoo a Rendlesham y los probables horizontes de fechas. A partir de 2019, el museo del lugar afirma que el cuerpo es Redvaldo, mientras que el Museo Británico se limita a decir que se trata de un «Rey de Estanglia». El análisis de las monedas merovingias realizado por Gareth Williams, conservador de acuñaciones altomedievales del Museo Británico, ha reducido la fecha del enterramiento a los años 610 a 635. Esto hace que Sigeberto, que murió en el 637, sea menos probable. Redvaldo sigue siendo el favorito, aunque Eorpwald también encaja en la escala de tiempo, ya que murió entre el 627 y el 28.
Una inspección más detallada de la empuñadura de la espada sugiere que el ocupante era zurdo, ya que las piezas de oro maleable de la empuñadura están desgastadas en el lado opuesto al que cabría esperar en un propietario diestro. La colocación poco ortodoxa de la espada en el lado derecho del cuerpo apoya esta teoría, ya que otros enterramientos anglosajones colocaban la espada en el lado izquierdo del cuerpo.

## Objetos de la cámara funeraria

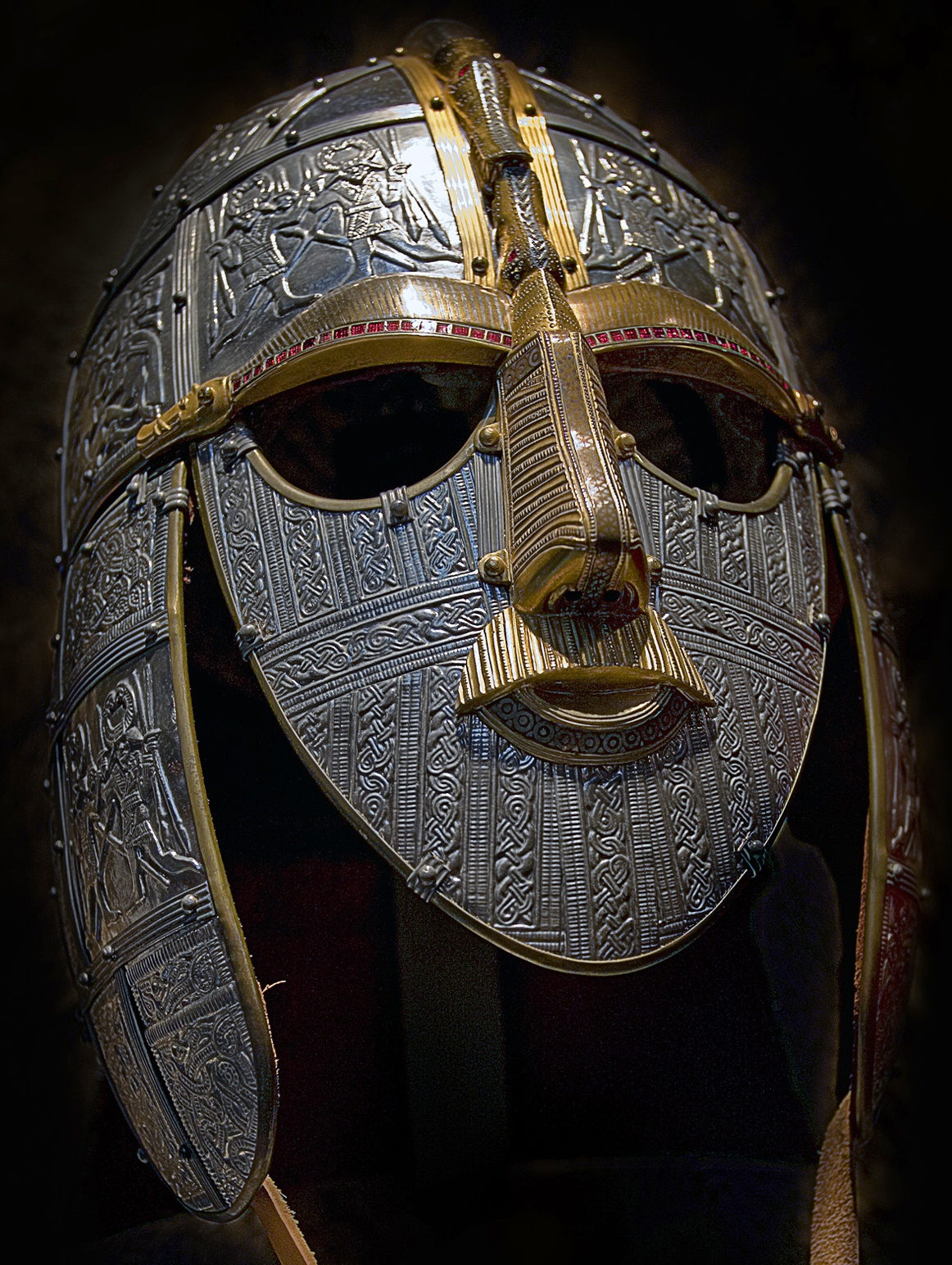
Réplica del yelmo de Sutton Hoo producida para el Museo Británico por el Royal Armouries

David Mackenzie Wilson ha señalado que las obras de arte en metal encontradas en las tumbas de Sutton Hoo eran «trabajos de la más alta calidad, no solo en términos ingleses sino europeos».
Sutton Hoo es una piedra angular del estudio del arte en Gran Bretaña en los siglos VI al IX. George Henderson ha descrito los tesoros del barco como «el primer invernadero probado para la incubación del estilo insular». Los adornos de oro y granate muestran la fusión creativa de técnicas y motivos anteriores por parte de un maestro orfebre. El arte insular se basó en fuentes artísticas irlandesas, pictas, anglosajonas, britanas y mediterráneas: el Libro de Durrow, del siglo VII, debe tanto a la escultura picta, al millefiori y al esmalte británicos y a la orfebrería cloisonné anglosajona como al arte irlandés. Los tesoros de Sutton Hoo representan un continuo desde la acumulación real precristiana de objetos preciosos de diversas fuentes culturales, hasta el arte de los libros evangélicos, los santuarios y los objetos litúrgicos o dinásticos.

### Zona de la cabeza: yelmo, cuencos y cucharas
En el lado izquierdo de la cabeza se colocó un yelmo crestado y enmascarado envuelto en paños. Con sus paneles de bronce estañado y sus monturas ensambladas, la decoración es directamente comparable a la encontrada en los yelmos de los enterramientos de Vendel y Valsgärde, en el este de Suecia. El yelmo de Sutton Hoo se diferencia de los ejemplos suecos por tener un cráneo de hierro de una sola concha abovedada y por tener una máscara facial completa, un sólido protector de cuello y unas profundas carrilleras. Estos rasgos se han utilizado para sugerir un origen inglés para la estructura básica del yelmo; las carrilleras profundas tienen un paralelismo con el yelmo de Coppergate, encontrado en York. Aunque exteriormente es muy parecido a los ejemplos suecos, el yelmo de Sutton Hoo es producto de una mejor artesanía. Los yelmos son hallazgos extremadamente raros. No se conocía ninguna otra placa figurada de este tipo en Inglaterra, aparte de un fragmento procedente de un enterramiento en Caenby, Lincolnshire, hasta el descubrimiento en 2009 del tesoro de Staffordshire, que contenía muchos. El yelmo se oxidó en la tumba y se rompió en cientos de pequeños fragmentos cuando se derrumbó el techo de la cámara. La restauración del yelmo implicó, por tanto, la meticulosa identificación, agrupación y orientación de los fragmentos supervivientes antes de poder reconstruirlo.
A la derecha de la cabeza se colocó invertido un juego de diez cuencos de plata, probablemente fabricados en el imperio bizantino durante el siglo VI. Debajo de ellos había dos cucharas de plata, posiblemente de Bizancio, del tipo que lleva los nombres de los Apóstoles. Una de las cucharas lleva el nombre de «Paulos», Pablo, en letras griegas originales nieladas. La otra cuchara, que hace juego, fue modificada con la letra de un troquelador franco para que diga «Saulos», Saulo. Una teoría sugiere que las cucharas (y posiblemente también los cuencos) eran un regalo de bautismo para la persona enterrada.

### Armas en el lado derecho del cuerpo
A la derecha del cuerpo había un conjunto de lanzas, con las puntas hacia arriba, entre las que se encontraban tres angones con púas, con sus cabezas clavadas en un asa del cuenco de bronce. Cerca había una varita con una pequeña montura que representaba un lobo. Más cerca del cuerpo se encontraba la espada con pomo de oro y granate cloisonné de 85 centímetros de longitud, con la hoja soldada en su vaina, con una vaina superlativa de celosía abombada y monturas piramidales. El arnés y el cinturón de la espada estaban unidos a la vaina y se encontraban en dirección al cuerpo, con un conjunto de monturas de oro y distribuidores de correas con un intrincado ornamento de granate.

### Zona superior del cuerpo: bolso, broches y gran hebilla
Junto con el arnés de la espada y las monturas de la vaina, los objetos de oro y granate encontrados en el espacio superior del cuerpo, que forman un conjunto coordinado, se encuentran entre las verdaderas maravillas de Sutton Hoo. Su calidad artística y técnica es excepcional.
La gran hebilla de oro está hecha en tres partes. La placa es un largo ovoide de contorno serpenteante pero simétrico con animales densamente entrelazados e interpenetrados representados en talla de viruta en la parte delantera. Las superficies doradas están troqueladas para recibir detalles de nielado. La placa es hueca y tiene una bisagra en la parte posterior, formando una cámara secreta, posiblemente para una reliquia. Tanto la placa de la lengüeta como el aro son sólidos, están ornamentados y han sido elaborados con maestría.
Cada broche consta de dos mitades curvadas que hacen juego, articuladas sobre un largo pasador encadenado extraíble. Las superficies presentan paneles de granates entrelazados e inserciones de millefiori a cuadros, rodeados de adornos entrelazados de animales de estilo germánico II. Los extremos de los cierres semicirculares contienen un trabajo de granates con jabalíes entrelazados y rodeados de filigrana. En la parte inferior de las monturas se encuentran las lengüetas para la fijación de una coraza de cuero rígido. La función de los cierres es mantener unidas las dos mitades de la coraza para que pueda ajustarse al torso a la manera romana. La coraza propiamente dicha, posiblemente llevada en la tumba, no ha sobrevivido. No se conoce ningún otro broche de coraza anglosajón.
La tapa ornamental del bolso, que cubría una bolsa de cuero perdida, colgaba del cinturón. La tapa consiste en un marco en forma de riñón que encierra una lámina de cuerno, sobre la que se montaron pares de exquisitas placas de trabajo en granate que representan aves, lobos devorando hombres (o el antiguo motivo del maestro de los animales), motivos geométricos y un panel doble que muestra animales con extremidades entrelazadas. El fabricante extrajo estas imágenes de la ornamentación de los yelmos y escudos de estilo sueco. En su obra, se trasladan al soporte de trabajo con un deslumbrante virtuosismo técnico y artístico.
Son obra de un maestro orfebre que tenía acceso a una armería de Estanglia que contenía los objetos utilizados como fuentes de patrones. Como conjunto, permitían al mecenas parecer imperial. El bolso contenía treinta y siete shillings de oro o thrymsas, cada uno procedente de una ceca franca diferente. Fueron recogidos deliberadamente. También había tres monedas en blanco y dos pequeños lingotes. Esto ha dado lugar a varias explicaciones: posiblemente, como el óbolo romano, se dejaron para pagar a los cuarenta remeros fantasmales en el más allá o fueron un tributo funerario, o una expresión de lealtad. Proporcionan la principal evidencia de la fecha del entierro, que fue discutiblemente en la tercera década del siglo VII.

### Parte inferior del cuerpo y zonas de los montones
En la zona correspondiente a la parte inferior de las piernas del cuerpo se colocaron varios recipientes, entre ellos un par de cuernos para beber hechos con cuernos de un uro, extinguido desde principios de la Edad Media. Estos tienen soportes doradas y vandykes que hacen juego, de elaboración y diseño similares a las monturas de los escudos, y exactamente similares a los vandykes de cuerno supervivientes del túmulo 2. En la misma zona había un juego de copas de madera de arce con soportes y vandykes similares, y un montón de textiles doblados en el lado izquierdo.
En el extremo este de la estructura central de madera se formaron dos montones plegados o empaquetados con gran cantidad de material, como objetos metálicos y textiles. Entre ellos se encontraban la rarísima supervivencia de una larga cota de malla, formada por filas alternas de eslabones de hierro soldados y remachados, dos cuencos colgantes, zapatos de cuero, un cojín relleno de plumas, objetos de cuero doblados y una bandeja de madera. A un lado de los montones yacía un hacha-martillo de hierro con un largo mango de hierro, posiblemente un arma.
Encima de los montones plegados había un plato de plata acanalado con asas, probablemente fabricado en Italia, con la imagen en relieve de una cabeza femenina de estilo tardorromano trabajada en el cuenco. Este contenía una serie de pequeñas tazas de madera con soportes, peines de asta, pequeños cuchillos de metal, un pequeño cuenco de plata y otros pequeños objetos (posiblemente de aseo), entre ellos una pieza de juego de hueso, que se cree que es la «pieza reina» de un juego (los restos de hueso sobre la posición de la cabeza han sugerido que posiblemente se colocó un tablero de juego, como en Taplow). Encima había un cucharón de plata con adornos dorados en forma de chevrón, también de origen mediterráneo.
Encima de los montones, o de su contenedor, si es que lo había, se encontraba una gran bandeja de plata redonda con adornos grabados, fabricada en el imperio bizantino hacia el año 500 y con los sellos de control del emperador Anastasio I (491-518). Sobre esta bandeja se depositó un trozo de hueso sin quemar de origen incierto. El conjunto de platería mediterránea de la tumba de Sutton Hoo es único para este periodo en Gran Bretaña y Europa.

### Paredes oeste y este

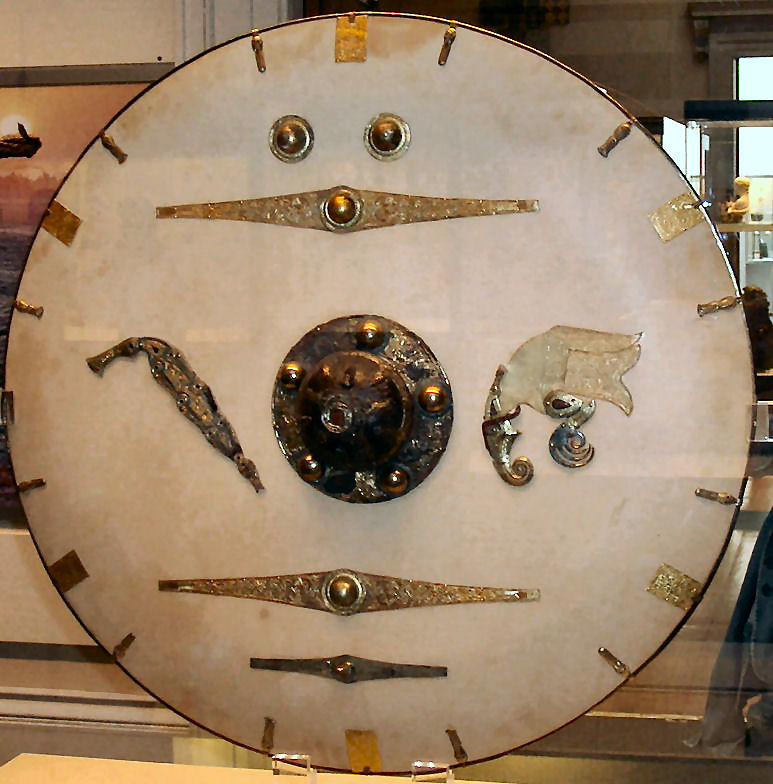
Herrajes del escudo montados de nuevo

A lo largo de la pared interior occidental (es decir, la cabecera), en la esquina noroeste, había un soporte de hierro con una rejilla cerca de la parte superior. A su lado se encontraba un gran escudo circular de unos 90 centímetros, con un umbo central, decorado con granates y con placas troqueladas con adornos de animales entrelazados. El frente del escudo mostraba dos grandes emblemas con engastes de granate, uno de ellos un ave depredadora y el otro un dragón volador. También llevaba tiras de chapa con ornamentación animal directamente vinculadas con ejemplos del antiguo cementerio de Vendel, cerca de la antigua Uppsala (Suecia). Cerca de él había una pequeña campana, posiblemente de un animal.
A lo largo de la pared había una larga piedra de afilar de sección cuadrada, afilada en ambos extremos y tallada con rostros humanos en cada lado. En el extremo superior había una montura de anillo, rematada por una figura de ciervo astado de bronce, que posiblemente se asemejaba a un cetro consular romano tardío. La finalidad del cetro ha generado un gran debate y varias teorías, algunas de las cuales apuntan al posible significado religioso del ciervo. Al sur del cetro había un cubo de madera rodeado con hierro, uno de los varios que había en la tumba.

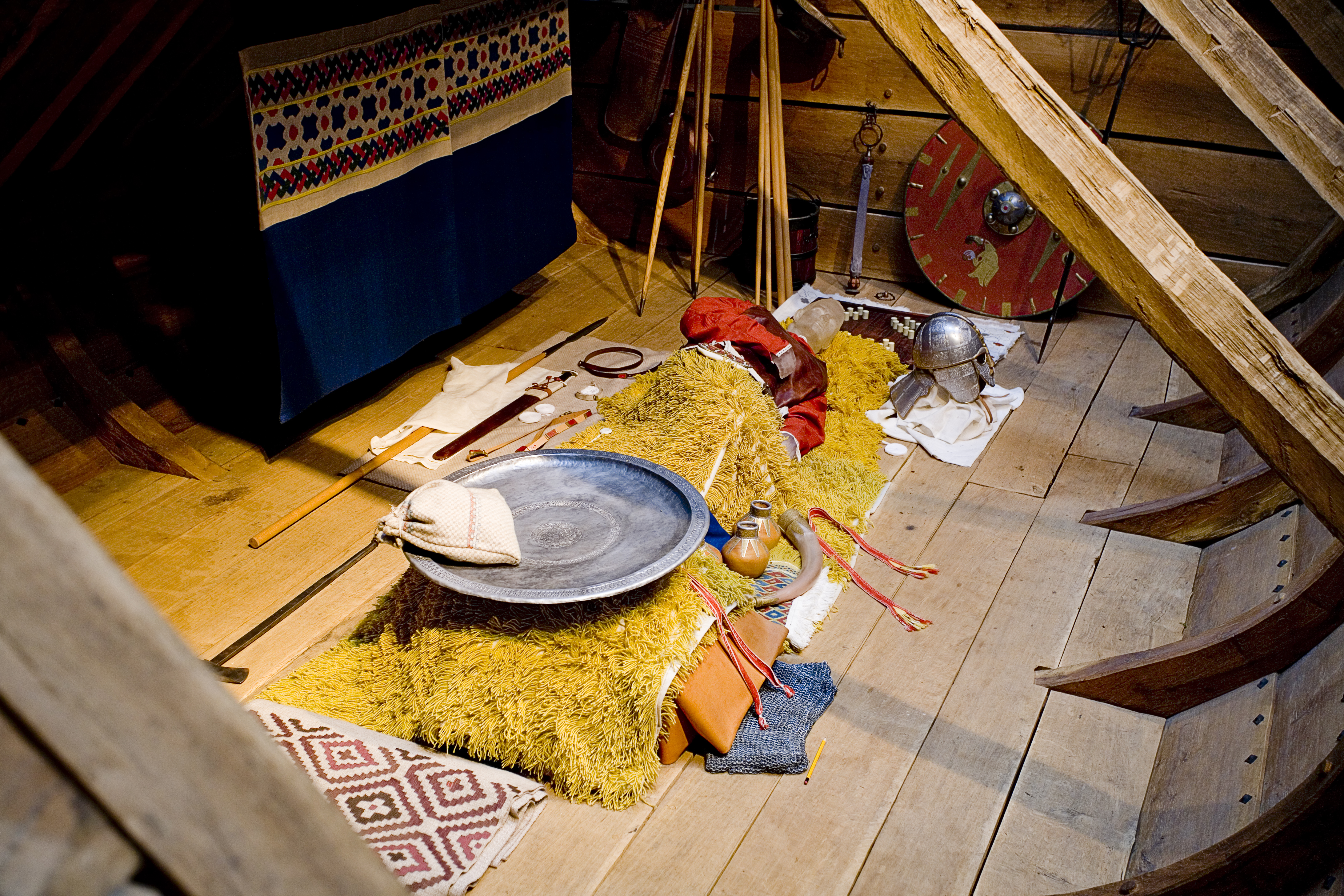
Recreación del barco funerario en Sutton Hoo

En la esquina suroeste había un grupo de objetos que podrían haber estado colgados, pero que al ser descubiertos estaban comprimidos. Entre ellos había un cuenco de bronce copto o del Mediterráneo oriental con asas y figuras de animales, que se encontraba debajo de una lira anglosajona de seis cuerdas muy deformada en una bolsa de piel de castor, del tipo germánico que se encuentra en ricas tumbas anglosajonas y del norte de Europa de esta fecha. En la parte superior había un gran cuenco colgante de tres ganchos, excepcionalmente elaborado, de producción insular, con esmalte Champlevé y monturas millefiori que muestran una fina ornamentación en espiral y motivos de cruces rojas, y con un pez de metal esmaltado montado para girar en un pasador dentro del cuenco.
En el extremo este de la cámara, cerca de la esquina norte, había una tina de tejo rodeada con hierro que contenía un cubo más pequeño. Al sur había dos pequeños calderos de bronce, que probablemente estaban colgados contra la pared. Un gran caldero de bronce carenado, similar al ejemplo de una tumba de cámara en Taplow, con monturas de hierro y dos asas de anillo, estaba colgado por un asa. Cerca de él había una cadena de hierro de casi 3,5 metros de largo, con complejas secciones ornamentales y eslabones forjados, para suspender un caldero de las vigas de una gran sala. La cadena era producto de una tradición británica que se remonta a la época prerromana. Todos estos artículos eran de carácter doméstico.

### Textiles
La cámara funeraria era evidentemente rica en textiles, representados por muchos fragmentos conservados o por los químicos formados por la corrosión. Entre ellos se encontraban cantidades de sarga, posiblemente de capas, mantas o colgaduras, y restos de capas con el característico tejido de pelo largo. Al parecer, había colgaduras o mantas de colores más exóticos, incluidas algunas (posiblemente importadas) tejidas con patrones de rombos escalonados mediante una técnica siria en la que la trama se enrolla alrededor de la urdimbre para crear una superficie texturizada. Otros dos tejidos con motivos de color, cerca de la cabeza y los pies de la zona del cuerpo, se asemejan a los trabajos escandinavos de la misma época.

## Comparaciones

### Similitudes con enterramientos suecos
Una serie de excavaciones realizadas en 1881-83 por Hjalmar Stolpe revelaron 14 tumbas en el pueblo de Vendel, al este de Suecia. Varios de los enterramientos se encontraban en barcas de hasta 9 metros de largo y estaban provistos de espadas, escudos, yelmos y otros objetos. A partir de 1928, se excavó en Valsgärde otro campo de tumbas con enterramientos principescos. La costumbre pagana de los entierros amueblados puede haber alcanzado una culminación natural cuando el cristianismo comenzó a dejar su huella. Las tumbas de Vendel y Valsgärde también incluían barcos, grupos de artefactos similares y muchos animales sacrificados. Los enterramientos en barcos de este periodo se limitan en gran medida al este de Suecia y a Estanglia. Los primeros túmulos de la antigua Uppsala, en la misma región, tienen una relación más directa con la historia de Beowulf, pero no contienen barcos funerarios. Los famosos barcos funerarios de Gokstad y Oseberg, en Noruega, son posteriores.
La inclusión de cuernos para beber, liras, espadas y escudos, vasos de bronce y vidrio es típica de las tumbas de cámara de alto estatus en Inglaterra. La selección y disposición similar de los bienes en estas tumbas indica una conformidad de las posesiones domésticas y las costumbres funerarias entre las personas de este estatus, siendo el barco funerario de Sutton Hoo una versión singularmente elaborada, de calidad excepcional. Inusualmente, Sutton Hoo incluía regalia e instrumentos de poder y tenía conexiones directas con Escandinavia. Una posible explicación de tales conexiones radica en la bien documentada costumbre nórdica por la que los hijos de los hombres importantes solían ser criados fuera de casa por un amigo o pariente distinguido. Un futuro rey de Estanglia, mientras era criado en Suecia, podría haber adquirido objetos de gran calidad y haber entrado en contacto con armeros, antes de regresar a Estanglia para gobernar.
Carver sostiene que los gobernantes paganos de Estanglia habrían respondido a la creciente invasión de la cristiandad romana empleando rituales de cremación cada vez más elaborados, expresando así su desafío e independencia. Las víctimas de las ejecuciones, si no fueron sacrificadas para el barco funeario, tal vez sufrieron por su disidencia del culto a la realeza cristiana: sus ejecuciones pueden coincidir en fecha con el período de hegemonía merciana sobre Estanglia en torno a 760-825.

### Conexiones conBeowulf
Beowulf, el poema épico en inglés antiguo ambientado en Dinamarca y Suecia (sobre todo en Götaland) durante la primera mitad del siglo VI, se inicia con el funeral del rey danés, Skjöld (también conocido como Scyld Scefing o Shield Sheafson), en un barco cargado de tesoros y tiene otras descripciones de tesoros, incluido el propio entierro en túmulo de Beowulf. Su imagen de la vida guerrera en el salón del clan danés Skjöldung, con la bebida formal de hidromiel, la recitación de juglares al son de la lira y la recompensa del valor con regalos, y la descripción de un yelmo, podrían ilustrarse a partir de los hallazgos de Sutton Hoo. Las conexiones con el este de Suecia que se observan en varios de los artefactos de Sutton Hoo refuerzan el vínculo con el mundo de Beowulf.
Varios estudiosos han explicado cómo las interpretaciones de Sutton Hoo y Beowulf han influido una en la otra. Roberta Frank ha demostrado que el descubrimiento de Sutton Hoo provocó un aumento de las apariciones de plata en las traducciones de Beowulf, a pesar de la ausencia de palabras en inglés antiguo que connoten plata en el poema.
Sam Newton une los vínculos de Sutton Hoo y Beowulf con la identificación de Redvaldo. Utilizando datos genealógicos, sostiene que la dinastía Wuffing derivó de la casa gauta de Ylfing, mencionada tanto en Beowulf como en el poema Widsith. Es posible que los materiales orales a partir de los cuales se ensambló Beowulf pertenecieran a la tradición real de Estanglia, y que estos y el barco funerario tomaran forma juntos como reafirmaciones heroicas de los orígenes de la era de la migración.
Christopher Brooke, en The Saxon & Norman Kings (1963), ofrece copiosas notas sobre Beowulf y el tesoro de Sutton Hoo y relaciona la vida de los jefes en la obra literaria con el descubrimiento del barco funerario en 1939.

## Excavaciones

### Antes de 1938

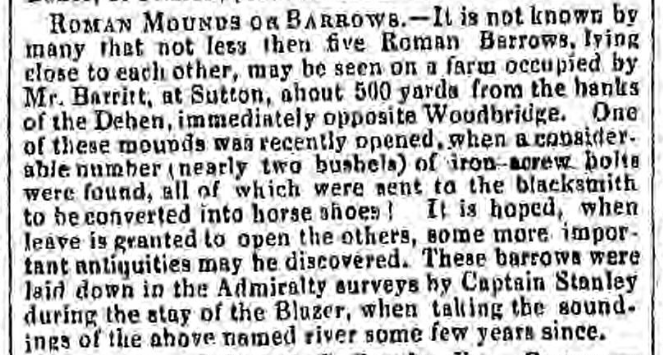
Noticia en la edición del 24 de noviembre de 1860 de The Ipswich Journal

En la época medieval se excavó el extremo occidental del montículo y se trazó un foso de delimitación. Por lo tanto, cuando los saqueadores excavaron en el aparente centro durante el siglo XVI, no vieron el centro real: tampoco pudieron prever que el yacimiento estaba muy profundo en el vientre de un barco enterrado, muy por debajo del nivel de la superficie del terreno.
En el siglo XVI se excavó una fosa en el túmulo 1, fechada por los fragmentos de botella que quedaron en el fondo, y que por poco no afectó al enterramiento. La zona se exploró ampliamente durante el siglo XIX, cuando se construyó un pequeño mirador, pero no se hicieron registros útiles. En 1860 se informó de que se habían encontrado casi dos bushels de tornillos de hierro, presumiblemente remaches de barco, en la reciente apertura de un túmulo y que se esperaba abrir otros.

### Basil Brown y Charles Phillips: 1938-1939
En 1910 se construyó una mansión con quince habitaciones a poca distancia de los túmulos y en 1926 la mansión y sus tierras de cultivo fueron adquiridas por el coronel Frank Pretty, un militar retirado que se había casado recientemente. En 1934, Pretty murió, dejando una viuda, Edith Pretty, y un hijo pequeño, Robert Dempster Pretty. Tras el duelo, Edith se interesó por el espiritualismo, un movimiento religioso popular que pretendía permitir a los vivos comunicarse con los muertos.
En 1937, Pretty decidió organizar una excavación de los túmulos. A través del Museo de Ipswich, consiguió los servicios de Basil Brown, un arqueólogo autodidacta de Suffolk que se había dedicado a tiempo completo a investigar yacimientos romanos para el museo. En junio de 1938, Pretty le llevó al yacimiento, le ofreció alojamiento y un sueldo de 30 chelines a la semana, y le sugirió que empezara a excavar en el túmulo 1. Como este había sido afectado por la acción de anteriores saqueadores de tumbas, Brown, en consulta con el Museo, decidió abrir tres túmulos más pequeños (2, 3 y 4). En ellos solo se encontraron artefactos fragmentados, ya que los túmulos habían sido despojados de objetos valiosos. En el túmulo 2 encontró remaches de hierro para barcos y un enterramiento en cámara alterado que contenía fragmentos inusuales de artefactos de metal y vidrio. Al principio no se sabía si se trataba de objetos anglosajones o vikingos. El Museo de Ipswich se involucró entonces en las excavaciones; los hallazgos pasaron a formar parte de la colección del museo.
En mayo de 1939, Brown comenzó a trabajar en el túmulo 1, ayudado por el jardinero de Pretty, John (Jack) Jacobs, su guardabosques William Spooner y otro trabajador de la finca, Bert Fuller. Hicieron una zanja desde el extremo este y al tercer día descubrieron un remache de hierro que Brown identificó como un remache de barco. Al cabo de unas horas se encontraron otros que seguían en su sitio. El tamaño colosal del hallazgo se hizo evidente. Tras varias semanas de remover pacientemente la tierra del casco del barco, llegaron a la cámara funeraria.

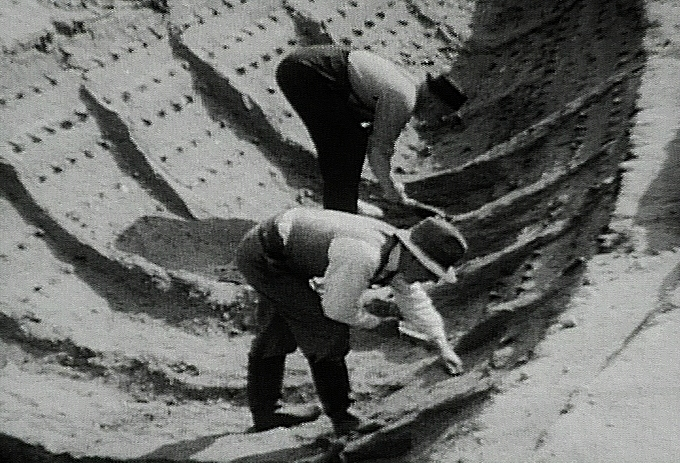
Basil Brown (en primer plano) y el teniente comandante J. K. D. Hutchison excavando el barco funerario del en Sutton Hoo en 1939

Al mes siguiente, Charles Phillips, de la Universidad de Cambridge, oyó rumores sobre el descubrimiento de un barco. El Sr. Maynard, conservador del Museo de Ipswich, le llevó a Sutton Hoo y quedó asombrado por lo que vio. En poco tiempo, tras las conversaciones con el Museo de Ipswich, el Museo Británico, el Museo de Ciencias y la Oficina de Obras, Phillips asumió la responsabilidad de la excavación de la cámara funeraria. En un principio, Phillips y el Museo Británico dieron instrucciones a Brown para que dejara de excavar hasta que pudieran reunir a su equipo, pero él siguió trabajando, algo que pudo haber salvado el yacimiento de ser saqueado por los cazadores de tesoros. El equipo de Phillips incluía a William Francis Grimes y Osbert Guy Stanhope Crawford, de la Ordnance Survey, Peggy Piggott (más tarde conocida como Margaret Guido) y Stuart Piggott, y otros amigos y colegas. Mercie Lack y Barbara Wagstaff se encargaron de fotografiar la excavación del barco.
La necesidad de mantener el secreto y los diversos intereses creados llevaron a un enfrentamiento entre Phillips y el Museo de Ipswich. En 1935-1936, Phillips y su amigo Grahame Clark habían tomado el control de The Prehistoric Society. El conservador, el Sr. Maynard, se dedicó entonces a potenciar el trabajo de Brown para el museo. Phillips, que era hostil con el presidente honorario del museo, Reid Moir, F.R.S., había reaparecido ahora, y excluyó deliberadamente a Moir y Maynard del nuevo descubrimiento en Sutton Hoo. Después de que el Museo de Ipswich anunciara prematuramente el descubrimiento, los periodistas intentaron acceder al lugar, por lo que Pretty pagó a dos policías para que vigilaran el lugar las 24 horas del día.
Los hallazgos, tras ser empaquetados y trasladados a Londres, fueron llevados de vuelta para una investigación sobre el tesoro que se celebró ese otoño en la casa consistorial de Sutton, donde se decidió que, dado que el tesoro había sido enterrado sin intención de recuperarlo, era propiedad de Pretty como propietaria del terreno. Pretty decidió legar el tesoro como un regalo a la nación, para que el significado y la emoción de su descubrimiento pudieran ser compartidos por todo el mundo.
Cuando estalló la Segunda Guerra Mundial, en septiembre de 1939, el material procedente del enterramiento se almacenó. Sutton Hoo se utilizó como campo de entrenamiento para vehículos militares. Phillips y sus colegas produjeron importantes publicaciones en 1940, incluyendo un número dedicado en Antiquity.

### Rupert Bruce-Mitford: 1965-1971
Al finalizar la guerra en 1945, los objetos de Sutton Hoo se sacaron del almacén. Un equipo, dirigido por Rupert Bruce-Mitford, del Departamento de Antigüedades Británicas y Medievales del Museo Británico, determinó su naturaleza y ayudó a reconstruir y reproducir el cetro y el yelmo. También supervisaron la conservación de los objetos, para protegerlos y permitir que fueran vistos por el público.
Tras analizar los datos recogidos en 1938-39, Bruce-Mitford llegó a la conclusión de que aún quedaban preguntas sin respuesta. A raíz de su interés por excavar zonas hasta entonces inexploradas del yacimiento de Sutton Hoo, se organizó una segunda investigación arqueológica. En 1965, un equipo del Museo Británico comenzó a trabajar, continuando hasta 1971. Se volvió a destapar la huella del barco y se descubrió que había sufrido algunos daños, al no haber sido rellenada tras la excavación de 1939. Sin embargo, seguía lo suficientemente intacta como para tomar un molde de yeso y producir una forma de fibra de vidrio. Entonces se decidió destruir la impresión para excavar debajo. Posteriormente, el montículo fue restaurado a su aspecto anterior a 1939. El equipo también determinó los límites del montículo 5 e investigó las pruebas de actividad prehistórica en la superficie original del terreno. Analizaron y reconstruyeron científicamente algunos de los hallazgos.
Los tres volúmenes del texto definitivo de Bruce-Mitford, The Sutton Hoo Ship-Burial, se publicaron en 1975, 1978 y 1983.

### Martin Carver: 1983-1992

Excavaciones recientes revelaron una figura que había sido depositada en una tumba poco profunda

En 1978 se formó un comité con el fin de organizar una tercera excavación, aún mayor, en Sutton Hoo. Respaldado por la Society of Antiquaries of London, el comité propuso una investigación dirigida por Philip Rahtz, de la Universidad de York, y Rupert Bruce-Mitford, pero las reservas del Museo Británico hicieron que el comité decidiera colaborar con el Museo Ashmolean. El comité reconoció que la arqueología había cambiado mucho desde principios de los años setenta. Las políticas de privatización de los conservadores supusieron una disminución del apoyo estatal a este tipo de proyectos, mientras que la aparición del posprocesualismo en la teoría arqueológica hizo que muchos arqueólogos se centraran en conceptos como el cambio social. La participación del Ashmolean convenció al Museo Británico y a la Society of Antiquaries para que ayudaran a financiar el proyecto. En 1982, Martin Carver, de la Universidad de York, fue designado para dirigir la excavación, con un plan de investigación destinado a explorar «la política, la organización social y la ideología» de Sutton Hoo. A pesar de la oposición de quienes consideraban que los fondos disponibles podrían utilizarse mejor para la arqueología preventiva, en 1983 el proyecto siguió adelante.
Carver creyó en la restauración del sitio, que estaba plagado de madrigueras de conejos. Después de estudiar el yacimiento con nuevas técnicas, se retiró la capa superior del suelo en una zona que incluía los túmulos 2, 5, 6, 7, 17 y 18. Se elaboró un nuevo mapa de patrones de suelo e intrusiones que mostraba que los túmulos se habían situado en relación con patrones de recintos prehistóricos y romanos. Se encontraron tumbas anglosajonas de víctimas de ejecuciones que se determinó que eran más jóvenes que los túmulos primarios. El túmulo 2 fue reexplorado y posteriormente reconstruido. En el túmulo 17, un enterramiento que no había sido perturbado anteriormente, se encontró un hombre joven, sus armas y bienes, y una tumba separada para un caballo. Una parte importante del campo de tumbas se dejó sin excavar para beneficio de futuros investigadores y métodos científicos aún desconocidos.

## Exposición

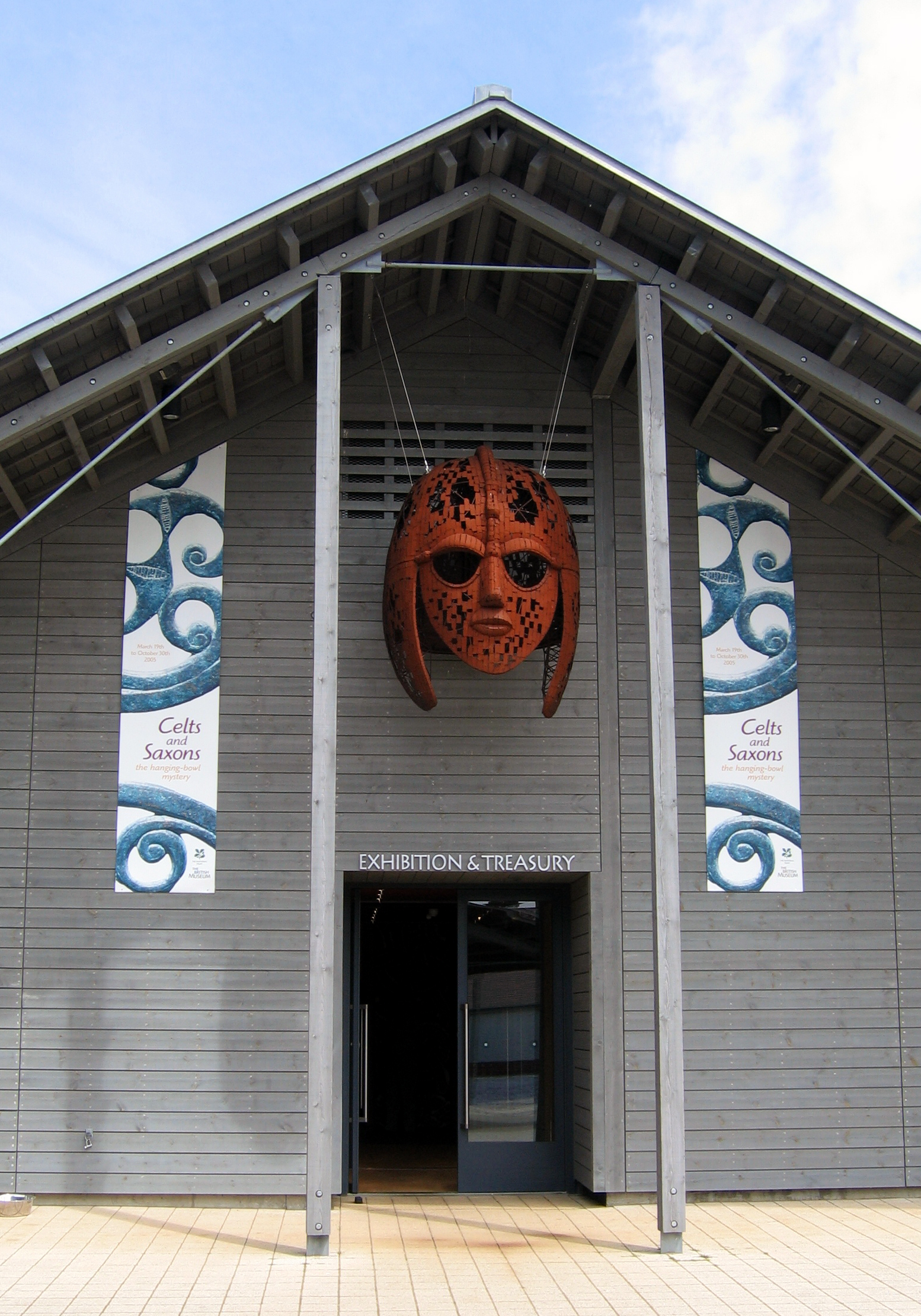
Sala de exposiciones de Sutton Hoo con la escultura del yelmo de Rick Kirby

El tesoro del barco funerario fue presentado a la nación por su propietaria, Edith Pretty, y fue en su momento la mayor donación hecha al Museo Británico por un donante vivo. Los principales objetos se exponen ahora de forma permanente en el Museo Británico. En el Museo de Ipswich se puede ver una muestra de los hallazgos originales excavados en 1938 en los túmulos 2, 3 y 4, así como réplicas de los objetos más importantes del túmulo 1.
En la década de 1990, el sitio de Sutton Hoo, incluida Sutton Hoo House, fue cedido al National Trust por los fideicomisarios del Annie Tranmer Trust. En el centro de visitantes y la sala de exposiciones de Sutton Hoo se pueden ver el cuenco colgante recién encontrado y el cubo de Bromeswell, los hallazgos de la tumba ecuestre y una recreación de la cámara funeraria y su contenido.
El Centro de Visitantes de 2001 fue diseñado por van Heyningen y Haward Architects para la National Trust. Su trabajo incluyó la planificación general de la finca, el diseño de una sala de exposiciones e instalaciones para los visitantes, el aparcamiento y la restauración de la casa eduardiana para proporcionar instalaciones adicionales.
El centro de visitantes, cuyo coste fue de 5 millones de libras, fue inaugurado en marzo de 2002 por el premio Nobel Seamus Heaney, que había publicado una traducción de Beowulf.

## En la cultura popular
The Wuffings, una obra de teatro de 1997 escrita por Ivan Cutting y Kevin Crossley-Holland, reimagina los acontecimientos que condujeron al enterramiento del túmulo 1. Fue representada por el grupo de teatro Eastern Angles en Wickham Market, 8 km al norte de Sutton Hoo. The Dig es una novela histórica de 2007 de John Preston, sobrino de Margaret Guido, que reimagina los acontecimientos de la excavación de 1939. En enero de 2021 se estrenó una adaptación cinematográfica de la novela producida por Netflix y protagonizada por Carey Mulligan y Ralph Fiennes. Parte del rodaje tuvo lugar en los alrededores de Sutton Hoo. El paisaje del lugar también aparece en el videojuego Assassin's Creed: Valhalla, lanzado en 2020.